# Oswaldo Patricio Vintimilla Cabrera

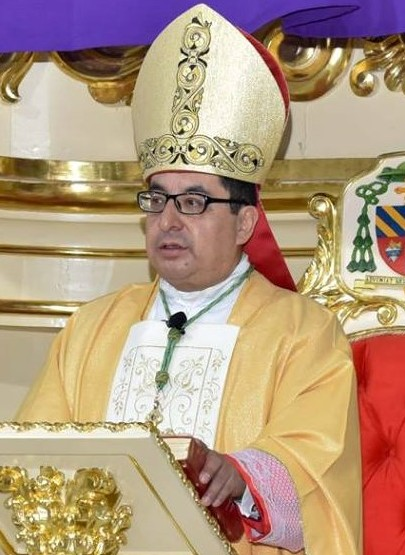
Oswaldo Vintimilla Cabrera

Bischofswappen

Oswaldo Patricio Vintimilla Cabrera (* 2. August 1966 in Cuenca, Ecuador) ist ein ecuadorianischer Geistlicher und römisch-katholischer Bischof von Azogues.

## Leben
Oswaldo Patricio Vintimilla Cabrera empfing am 17. November 1990 das Sakrament der Priesterweihe für das Erzbistum Cuenca.
Am 25. Juni 2016 ernannte ihn Papst Franziskus zum Bischof von Azogues. Die Bischofsweihe spendete ihm der Apostolische Nuntius in Ecuador, Erzbischof Giacomo Guido Ottonello, am 20. August desselben Jahres. Mitkonsekratoren waren der Erzbischof von Quito, Fausto Gabriel Trávez Trávez OFM, und der Erzbischof von Cuenca, Marcos Aurelio Pérez Caicedo.